# Мері Рено
Ме́рі Рено́ (англ. Mary Renault, 4 вересня 1905 — 13 грудня 1983), справжнє ім'я Еллін Мері Челленс (англ. Eileen Mary Challans) — англійська письменниця, авторка серії історичних романів, сюжет яких оснований на подіях доби Стародавньої Греції. Серед головних персонажів в її художніх роботах зустрічаються Тесей, Сократ, Аристотель, Платон, Александр Македонський. Мері Рено — також авторка документальної біографії останнього.

## Життєпис
Мері Рено народилася в Форест Гейті, Ессекс, що нині входить до Великого Лондону. Здобула освіту Сейнт-Хьюз Коледжі в Оксфорді, отримавши диплом з англійської мови в 1928 році. У 1933 почала навчання за програмою освіти медсестер в оксфордському госпіталі Редкліфф. Під час навчання вона познайомилася з Джулією Мюллард, також медсестрою, з якою зберігала романтичні відносини впродовж усього життя.
Ще під час роботи медсестрою у лікарні швидкої допомоги Денкріка та відділенні нейрохірургії госпіталю Редкліфф Мері Рено почала писати. Першу новелу «Запорука любові» вона опублікувала в 1939 році. Дії розгорталися у сучасну добу, як і в інших її ранніх романах. 1948 року, після того, як її новела «Обличчя півночі» принесла їй перемогу в конкурсі MGM і премію в 150 тисяч доларів, письменниця з подругою емігрували в ПАР, оселившись разом з іншими емігрантами-гомосексуалами в Дурбані. У 1950-х їм довелося взяти участь у виступах проти апартеїду.
У Південній Африці Рено починає вільно писати про гомосексуальні стосунки, зокрема у своєму романі «Колісничі», опублікованому в 1953 році й першому історичному романі «Останні краплі вина» 1956 року, історії про двох молодих афінян, учнів Сократа, які взяли участь у війні проти Спарти. Персонажі цих книг були чоловіками, як і її пізніші роботи на гомосексуальну тему. Відкритий вираз симпатії до любовних стосунків між двома чоловіками завоював їй велику популярність у середовищі гомосексуалів.
Дія всіх наступних історичних романів Мері Рено ведеться у Стародавній Греції, включно двох творів про міфологічного героя Тесея і трилогію про Александра Великого. Їй вдалося скрупульозно відтворити атмосферу елліністичного світу, попри відсутність формальної історичної освіти. Історичну вірогідність її творів нерідко критикують, втім Рено ніколи не приховувала, що добудовувала розповідь, спираючись на свою уяву. У розгорнутих післямовах наприкінці своїх книг, вона проводила межу між тим, що засноване на історичних джерелах і тим, що ґрунтувалося лише на домислах автора (мотиви персонажів, особливості їх характерів).
2006 року була знята стрічка «Mary Renault - Love and War in Ancient Greece», трансльована каналом BBC Four. Це історія життя письменниці, історія написання історичних її романів, опис джерел, на яких засновані сюжети романів, та відгуки критиків. Зокрема, Олівер Стоун зізнався, що детально вивчав  романи «Перський хлопчик» та «Природа Александра» перед зніманням стрічки «Александр».

### Сучасні романи
- Цілі любові (Purposes of Love), 1939
- Її відповіді так милі (Kind Are Her Answers), 1940
- Доброзичливі дівчата (The Friendly Young Ladies), 1943
- Повернення в ніч (Return to Night), 1947
- Північне обличчя (North Face), 1948
- Колісничий (The Charioteer), 1953

### Історичні романи
- Останні краплі вина (The Last of the Wine), 1956
- Цар має померти (The King Must Die), 1958
- Бик з моря (The Bull from the Sea), 1962
- Маска Аполлона (The Mask of Apollo), 1966
- Небесне полум'я (Fire From Heaven), 1969
- Перський хлопчик (The Persian Boy), 1972
- Співаючий славу (The Praise Singer), 1978
- Поховальні ігри (Funeral Games), 1981

### Нехудожні твори
- Природа Александра (The Nature of Alexander), 1975
- Лев біля воріт (Lion in the Gateway: The Heroic Battles of the Greeks and Persians at Marathon, Salamis, and Thermopylae), 1964

### Медіа-матеріали
- «Mary Renault: Love and War in Ancient Greece». 1-7, 2-7, 3-7, 4-7, 5-7, 6-7, 7-7